# Koizumi Matajirō

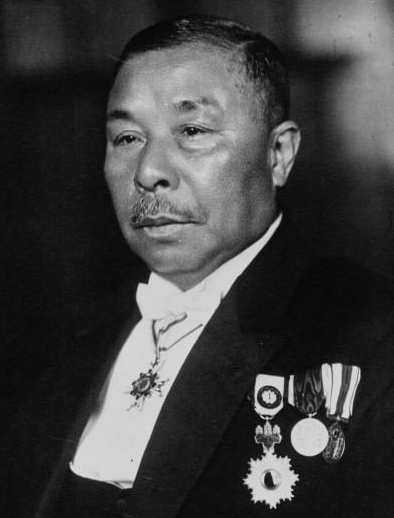
Koizumi Matajirō (1930)

Koizumi Matajirō (jap. 小泉 又次郎; * 10. Juni 1865 (traditionell: Keiō 1/5/17) in Mutsuurashō, Landkreis Kuraki, Provinz Musashi; † 24. September 1951) war ein japanischer Politiker, Abgeordneter und Minister.

## Leben
Koizumi wurde 1865 im Dorf Mutsuurashō, im heutigen Yokohama, Kanagawa als Sohn eines Gerüstbauers geboren. Er unternahm mehrere gescheiterte Versuche, sich dem väterlichen Betrieb zu entziehen und eine Karriere beim Militär zu verfolgen. Nach Betätigung als Grundschullehrer und Journalist trat er 1907 in die Politik ein, als er in den Stadtrat von Yokosuka gewählt wurde. Nach kurzer Zeit als Abgeordneter im Präfekturparlament von Kanagawa wurde Koizumi bei der Wahl am 15. Mai 1908 im Wahlkreis Kanagawa-Land für das Yūkōkai (猶興会) ins Shūgiin, das Unterhaus, gewählt. Er wurde danach zwölfmal hintereinander wiedergewählt. Er gehörte später dem Rikken Dōshikai von Katsura Tarō, dem Kenseikai von Katō Takaaki und schließlich der Rikken Minseitō an, deren Generalsekretär er von 1928 bis 1929 und von 1937 bis 1938 war.
In den 1920er Jahren gehörte Koizumi als Generalsekretär des Kenseikai zu den Wortführern der zweiten „Bewegung zum Schutz der Verfassung“ (goken undō), die für die Parteienherrschaft eintrat und das allgemeine Wahlrecht (für Männer) forderte. 1924 übernahm die „Dreierkoalition zum Schutz der Verfassung“ (goken sampa) unter Premierminister Katō Takaaki die Regierung, Koizumi wurde Vizepräsident des Shūgiin. Von 1929 bis 1931 war er in den Minseitō-Kabinetten Hamaguchi und Wakatsuki II Minister für Kommunikation (teishin-daijin).
Während des Pazifikkrieges war Koizumi Fraktionsvorsitzender der Einheitsfraktion Yokusan Seijikai, später Berater des Kabinetts von Koiso Kuniaki. 1945 wurde er zum Mitglied des Kizokuin, des Herrenhauses, ernannt, dem er bis zur Verhängung des Ämterverbots für Politiker der Kriegszeit durch die amerikanischen Besatzungsbehörden angehörte.
Koizumi verstarb im Alter von 86 Jahren an den Folgen einer Hirnblutung.

## Nachkommen
Koizumis Schwiegersohn Jun’ya und sein Enkel Jun’ichirō vertraten wie er den (mehrfach geänderten) Wahlkreis im Shūgiin, in dem die Stadt Yokosuka liegt, und wurden beide Staatsminister. Sein Enkel war zudem von 2001 bis 2006 Premierminister von Japan. Sein Urenkel Shinjirō setzt seit 2009 die Familientradition im Parlament fort.